# أحمد باشا كتخدا
أحمد باشا كتخدا سياسي عثماني أصبح والياً على بغداد خلفاً للوالي أحمد باشا البازركان. حيث ورد متسلمه إلى بغداد في (24 ذي الحجة 1102 ه‍) الموافق (17 سبتمبر/أيلول 1691 م)،وهو جاء إلى بغداد عقب ذلك وباشر عمله بإدارة ولاية بغداد حتى وفاته في (5 جمادي الأولى سنة 1105ه‍) الموافق (1 يناير/كانون الثاني 1694 م). ودفن في مقبرة الإمام الأعظم. وان حكمه لبغداد جاء بعد وفاة الوالي أحمد باشا البزركان، وكان الوالي السابق حسن باشا كتخدا مسجون في قلعة بغداد لعدم تسديد الميري الذي عليه، فقام العلماء وأهل الحل في بغداد باخراج حسن باشا من القلعة، بعد وفاة الوالي أحمد باشا البازركان وقدموه لمنصب الحكومة لما عاملهم برأفة خلال حكمه سابقاً، فعرضوا الأمر على الدولة، فصدر الفرمان بالعفو عن حسن باشا كتخدا، ولكن عهد بالوزارة إلى أحمد باشا كتخدا. وجاء في تاريخ السلحدار عن الوزير أحمد باشا كتخدا انه من أهل اخسخة (آخالتسيخه)، وهذا الوزير هو (دال أحمد آغا) كتخدا عمر باشا والي بغداد، كانت الدولة ابان جلوس السلطان سليمان أرسلت بكتاب إلى شاه العجم بيد (عثمان آغا) أمين العرفاء تنبئ فيه بجلوس السلطان، ولما ورد بغداد توفي فأخبر الوالي عمر باشا دولته فأمرت بلزوم إرسال الكتاب مع من يختاره، فارسل (دال أحمد آغا) كتخداه رسولاً. ولما سلم الكتاب أكرمه الشاه إكراماً عظيماً، وحينئذٍ قدم كتاب تهنئة إلى السلطان مع هدايا وافرة نفيسة، وأعاد الرسول مع سفيره كلب علي خان، وفي الطريق سمعوا بان السلطان توفي، فمضوا من طريق (روان) إلى (أسكدار). ولما وصل إلى إسطنبول أجريت له الضيافة كما ان دال أحمد آغا أنعم عليه برئاسة الحجاب. وهذا هو (أحمد باشا كتخدا) الذي ولي بغداد، وهو كتخدا عمر باشا. وزاد (راشد) في تاريخه، ان أحمد باشا الكتخدا كان يقال له (أحمد باشا محصل حلب)، ثم منح الوزارة ببغداد، وسبق للبغداديين أن عرفوه.